# 丹地證券交易所
丹地證券交易所（英語：Dundee Stock Exchange）是一所英国已不存在的证券交易所。

## 历史
於1879年建立，於1964年與格拉斯哥证券交易所、愛丁堡證券交易所和阿伯丁證券交易所合併成蘇格蘭證券交易所，而丹地證券交易所則以分行形成營運至1971年才正式結業。1973年，蘇格蘭證券交易所與伦敦证券交易所合併。